# جويل بيدرو
جويل بيدرو (10 أبريل 1992 في لوكسمبورغ - ) هو لاعب كرة قدم برتغالي ولوكسمبورغي في مركز الهجوم. شارك مع منتخب لوكسمبورغ لكرة القدم. أما مع النوادي، فقد لعب مع إف91 دوديلانج ونادي سيدان.

## وصلات خارجية
- جويل بيدرو على موقع الاتحاد الدولي (مؤرشف)  (الإنجليزية)
- جويل بيدرو على موقع الاتحاد الأوربي (الإنجليزية)
- جويل بيدرو على موقع قاعدة بيانات كرة القدم.إي يو (الإنجليزية)
- جويل بيدرو على موقع ناشيونال فوتبول تيمز (الإنجليزية)
- جويل بيدرو على موقع Soccerway.com (الإنجليزية)
- جويل بيدرو على موقع عالم كرة القدم.نت (الإنجليزية)